# Чушевицы
Чушевицы — село в Верховажском районе Вологодской области. Административный центр Чушевицкого сельского поселения и Чушевицкого сельсовета.
Расстояние до районного центра Верховажья по автодороге — 43,8 км. Ближайшие населённые пункты — Плосково, Берег, Щёкино, Хорошево, Паюс, Басайлово.
По переписи 2002 года население — 735 человек (327 мужчин, 408 женщин). Преобладающая национальность — русские (99 %).